# 科菲鎮區 (阿肯色州懷特縣)
科菲鎮區（英語：Coffey Township）是位於美國阿肯色州懷特縣的一個行政鎮區。

## 地方資料
科菲鎮區的面積為78.87平方千米，當中陸地面積為78.70平方千米，而水域面積為0.17平方千米。根據2010年美國人口普查的數據，當地共有人口1196人，而人口密度為每平方千米15.16人。